# Les Ormes (Yonne)
Les Ormes es una localidad y comuna francesa situada en la región de Borgoña, departamento de Yonne, en el distrito de Auxerre y cantón de Aillant-sur-Tholon.

## Demografía
| 364 | 426 | 377 | 430 | 527 | 501 | 528 | 535 | 511 | 523 | 558 | 565 | 539 | 541 | 521 | 513 | 476 | 429 | 402 | 365 | 343 | 362 | 325 | 325 | 320 | 279 | 239 | 217 | 222 | 211 | 205 | 218 | 256 |
| Para los censos de 1962 a 1999 la población legal corresponde a la población sin duplicidades (Fuente: INSEE [Consultar]) |     |     |     |     |     |     |     |     |     |     |     |     |     |     |     |     |     |     |     |     |     |     |     |     |     |     |     |     |     |     |     |     |

## Lugares de interés
- Iglesia de la Natividad de Notre-Dame, de planta elíptica, sin duda, única en Francia, del siglo XVI/XVII.
- Château de Bontin donde el duque de Sully residiría hasta la muerte de su esposa Anne de Courtenay.

## Personalidades ligadas a la comuna
Maximilien de Béthune, duque de Sully, al casarse con Anne de Courtenay, pasó a ser barón de Bontin y otras tierras del actual municipio de Les Ormes.